# Дегустація

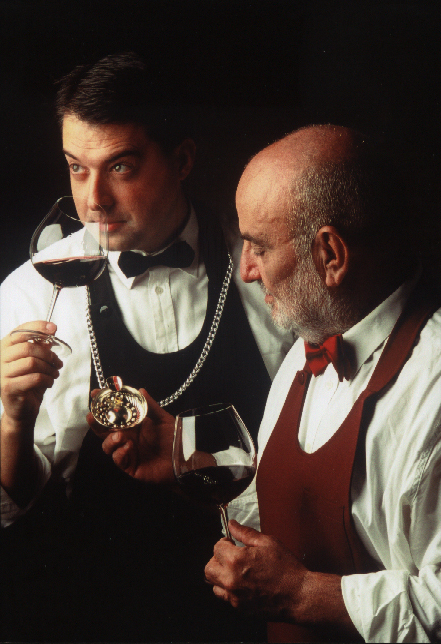
Дегустація вина

Дегуста́ція (фр. degustation і від лат. degustare — спробувати на смак) — випробування та/або оцінка якості харчових продуктів органолептичним шляхом — зором, нюхом, смаком.
Дегустацію здійснюють фахівці — люди, що мають строго перевірений і незмінний еталон смаку. Тому, крім дегустаторів, ніхто не може дегустувати продукти.

## Вино
Особливе значення має у виноробстві: дегустацією визначають прозорість, колір, пахощі (букет) і смак вина та різницю між марочним і ординарним вином, яку не можна встановити хіміко-аналітичним методом.

## Чай
При дегустації чаю оцінюють зовнішній вигляд сухого продукту, забарвлення (колер), аромат і смак настою, вигляд розвареного чайного листя.

## Тютюн
У тютюні визначають аромат, смак і міцність, наявність маслянистих речовин у тютюновому димі.